# BEST SELECTION II THE ALFEE
『BEST SELECTION II THE ALFEE』（ベスト セレクション ツー ジ・アルフィー）は、1988年5月21日に発売されたTHE ALFEE10枚目のベスト・アルバム。

## 概要
本作発売時までにオリジナル・アルバム未収録シングル曲・カップリング曲を中心に選曲・収録された。
「無言劇」と「踊り子のように」はアレンジを変え再録。原曲の面影はほぼ無くなっている。
「霧のソフィア」「ROCKDOM -風に吹かれて-」も合わせて、全4曲が再録。副題にnew takeと表記。
新曲「CATCH YOUR EARTH」も収録されており、オリジナル・アルバムの要素も若干含まれている。
本作の発売に伴い、1984年発売CD企画『BEST SELECTION』は同年9月21日に『BEST SELECTION I THE ALFEE』と、タイトルとジャケット画像を変更の上、再発売された。

## 収録曲
1. WEEKEND SHUFFLE -華やかな週末-
作詞・作曲：高見沢俊彦/編曲：THE ALFEE
2. 無言劇 (new take)
作詞・作曲：高見沢俊彦/編曲：THE ALFEE
3. 霧のソフィア (new take)
作詞：高見沢俊彦・高橋研/作曲：高見沢俊彦/編曲：THE ALFEE with 井上鑑
4. 君が通り過ぎたあとに -DON'T PASS ME BY-
作詞・作曲：高見沢俊彦/編曲：THE ALFEE/ストリング・アレンジ：青木望
5. 世にも悲しい男の物語
作詞・作曲：高見沢俊彦/編曲：THE ALFEE
6. 風曜日、君をつれて
作詞・作曲：高見沢俊彦/編曲：THE ALFEE
7. 踊り子のように (new take)
作詞・作曲：高見沢俊彦/編曲：THE ALFEE with 井上鑑
8. My Truth
作詞・作曲：高見沢俊彦/編曲：THE ALFEE
9. 木枯しに抱かれて…
作詞・作曲：高見沢俊彦/編曲：THE ALFEE
10. DOWNTOWN STREET
作詞・作曲：高見沢俊彦/編曲：THE ALFEE
11. サファイアの瞳
作詞・作曲：高見沢俊彦/編曲：THE ALFEE/ブラス・アレンジ：新田一郎
12. 風よ教えて
作詞・作曲：高見沢俊彦/編曲：THE ALFEE
13. FOR THE BRAND - NEW DREAM
作詞・作曲：高見沢俊彦/編曲：THE ALFEE/ブラス・アレンジ：新田一郎　訳詞：Linda Hennrick
14. ROCKDOM -風に吹かれて- (new take)
作詞・作曲：高見沢俊彦/編曲：THE ALFEE
15. CATCH YOUR EARTH
作詞・作曲：高見沢俊彦/編曲：THE ALFEE